# Mateja Pintar
Mateja Pintar (ur. 16 lipca 1985 w Lublanie) – słoweńska niepełnosprawna tenisistka stołowa. Złota i brązowa medalistka igrzysk paraolimpijskich. Jest zawodniczką leworęczną
Jest zawodniczką chorą na paraplegię i startuje na zawodach na wózkach inwalidzkich (klasa 2 / 3 / open 1-5). Jej trenerem jest Słoweniec Gorazd Vecko. Mateja ma matkę Irenę, ojca |Milana oraz młodszą siostrę Sabinę. Na co dzień chodzi na Uniwersytet Lublański na kierunek lingwistyczny (język słoweński, niemiecki, angielski)

## Życiorys
Swoją karierę rozpoczęła w 2003 roku w zawodach Irish Open w Dublinie gdzie wygrała grę drużynową i zajęła drugie miejsce w grze pojedynczej. Później wygrywała zawody w np. Rzymie i Budapeszcie. Pod koniec roku zdobyła złoty medal w grze drużynowej i brązowy medal w grze singlowej w mistrzostwach Europy w Zagrzebiu.
W 2004 roku osiągnęła swój największy sukces w dotychczasowej karierze. Po zwycięstwach w Budapeszcie, Laško, Jesolo zdobyła złoty medal Igrzysk Paraolimpijskich 2004 w grze singlowej.
W latach 2005–2007 odniosła 16 zwycięstw w zawodach rangi Pro Tour. Zdobyła w 2005 roku w mistrzostwach Europy w Jesolo 3 medale (1 złoty, 2 brązowe). W 2007 zdobyła złoto, srebro i brąz w mistrzostwach Europy. W najważniejszej jednak imprezie tego trzylecia w Mistrzostwach Świata w Montreux zdobyła brązowy medal w grze singlowej (tylko w tej startowała)
W 2008 roku zdobyła brązowy medal Igrzysk Paraolimpijskich. Poza tym wygrała w tym roku w Pieszczanach, Laško, Liverpoolu.
W 2009 roku wygrała w Budapeszcie i w Pieszcznach. Na mistrzostwach Europy zdobyła złoty medal w kategorii Open (zawody trwają).

## Medale
Igrzyska paraolimpijskie
- 2004

 Złoto - indywidualnie
- 2008

 Brąz - indywidualnie
 Mistrzostwa świata
- 2006

 Brąz - indywidualnie
 Mistrzostwa Europy
- 2003

 Złoto - drużyna
 Brąz - indywidualnie
- 2005

 Złoto - indywidualnie
 Brąz - drużyna
 Brąz - indywidualnie (kategoria Open)
- 2007

 Złoto - drużyna
 Srebro - indywidualnie
 Brąz - indywidualnie (kategoria Open)

## Nagrody
- 2005 - Najlepsza zawodniczka europy w tenisie stołowym na wózkach inwalidzkich